# 約翰·艾維森
約翰·吉爾伯特·艾維森（英語：John Guilbert Avildsen，1935年12月21日—2017年6月16日）是一名美国电影导演，1976年他导演的拳击电影《洛基》为他赢得了奥斯卡最佳导演奖。

## 生平
他生于伊利诺伊州的奥克帕克，母亲和父亲分别为Ivy (née Guilbert) 与 Clarence John Avildsen。
起初他为导演Arthur Penn和奥托·普雷明格当助理导演。1970年他导演的低成本片《喬》为他带来了票房与口碑的成功。
2017年6月16日因胰臟癌於加州洛杉磯錫安山醫學中心病逝，享壽81歲。

## 电影作品
- 《轉變為愛情（英语：Turn On to Love）》（1969）
- 《猜猜我们今天在学校学到了什么？（英语：Guess What We Learned in School Today?）》（1970）
- 《喬（英语：Joe (1970 film)）》（1970）
- 《超级迪克（英语：Cry Uncle!）》（1971）
- 《好吧比爾（英语：Okay Bill）》（1971）
- 《救虎記（英语：Save the Tiger）》（1973）
- 《凳子（英语：The Stoolie）》（1974）
- 《前戲（英语：Fore Play）》（1975）
- 《南方舞王（英语：W.W. and the Dixie Dancekings）》（1975）
- 《洛基》（1976）
- 《大城小调（英语：Slow Dancing in the Big City）》（1978）
- 《魔頭對捕頭（英语：The Formula (1980 film)）》（1980）
- 《臭味相投（英语：Neighbors (1981 film)）》（1981）
- 《希望旅行（英语：Traveling Hopefully）》（1982）
- 《天堂一夜（英语：A Night in Heaven）》（1983）
- 《小子難纏》（1984）
- 《小子難纏2（英语：The Karate Kid Part II）》（1986）
- 《新年快樂（英语：Happy New Year (1987 film)）》（1987）
- 《真愛考驗（英语：For Keeps (film)）》（1988）
- 《鐵腕校長》（1989）
- 《小子難纏3（英语：The Karate Kid Part III）》（1989）
- 《洛基第五集：龍吟虎嘯》（1990）
- 《小子要自強（英语：The Power of One (film)）》（1992）
- 《8秒出击（英语：8 Seconds）》（1994）
- 《復仇戰將》（1999）